# Водное поло на летней Спартакиаде народов СССР 1975
Турнир по водному поло на VI летней Спартакиаде народов СССР был проведён с 5 по 14 мая 1975 года в Москве.
В соревнованиях приняли участие 16 сборных команд от 14 союзных республик и городов Москвы и Ленинграда; не участвовала сборная Латвийской ССР. Турнир проводился в два этапа — предварительный и финальный. Игры проходили в бассейне Олимпийского центра водного спорта на улице Ибрагимова. Победителем стала сборная Москвы.

## Предварительный этап
16 команд были разбиты на три подгруппы, внутри которых провели турнир по круговой системе. По две команды из подгрупп вышли в финальный турнир за 1—6-е места; команды, занявшие в подгруппах третье и четвёртое место — в турнир за 7—12-е места, а остальные сборные — в турнир за 13—16-е места (из-за дисквалификации сборной Молдавской ССР во второй и третьей финальных группах были разыграны 7—11-е и 12—15-е места соответственно). При равенстве очков положение команд определялось по результату личной встречи, а в случае ничьей — по общей разнице забитых и пропущенных мячей.

### Первая подгруппа
|                        | 1    | 2    | 3   | 4    | 5    | И | В | Н | П | М     | О |
| ---------------------- | ---- | ---- | --- | ---- | ---- | - | - | - | - | ----- | - |
| 1. Украинская ССР      |      | 4:3  | 5:4 | 8:3  | 14:3 | 4 | 4 | 0 | 0 | 31:13 | 8 |
| 2. РСФСР               | 3:4  |      | 6:3 | 13:2 | 7:5  | 4 | 3 | 0 | 1 | 29:14 | 6 |
| 3. Азербайджанская ССР | 4:5  | 3:6  |     | 9:2  | 6:3  | 4 | 2 | 0 | 2 | 22:16 | 4 |
| 4. Армянская ССР       | 3:8  | 2:13 | 2:9 |      | 4:2  | 4 | 1 | 0 | 3 | 11:32 | 2 |
| 5. Киргизская ССР      | 3:14 | 5:7  | 3:6 | 2:4  |      | 4 | 0 | 0 | 4 | 13:31 | 0 |

5 мая
- Азербайджанская ССР — Киргизская ССР — 6:3
- Украинская ССР — РСФСР — 4:3

6 мая
- Азербайджанская ССР — Армянская ССР — 9:2
- РСФСР — Киргизская ССР — 7:5

7 мая
- Украинская ССР — Киргизская ССР — 14:3
- РСФСР — Армянская ССР — 13:2

8 мая
- Украинская ССР — Армянская ССР — 8:3
- РСФСР — Азербайджанская ССР — 6:3

10 мая
- Армянская ССР — Киргизская ССР — 4:2
- Украинская ССР — Азербайджанская ССР — 5:4

### Вторая подгруппа
|                    | 1    | 2    | 3   | 4    | 5    | И | В | Н | П | М     | О |
| ------------------ | ---- | ---- | --- | ---- | ---- | - | - | - | - | ----- | - |
| 1. Москва          |      | 8:3  | 9:4 | 12:2 | 11:1 | 4 | 4 | 0 | 0 | 40:10 | 8 |
| 2. Узбекская ССР   | 3:8  |      | 8:6 | 10:1 | 5:3  | 4 | 3 | 0 | 1 | 26:18 | 6 |
| 3. Ленинград       | 4:9  | 6:8  |     | 6:2  | 5:2  | 4 | 2 | 0 | 2 | 21:21 | 4 |
| 4. Таджикская ССР  | 2:12 | 1:10 | 2:6 |      | 7:5  | 4 | 1 | 0 | 3 | 12:33 | 2 |
| 5. Туркменская ССР | 1:11 | 3:5  | 2:5 | 5:7  |      | 4 | 0 | 0 | 4 | 11:28 | 0 |

5 мая
- Москва — Таджикская ССР — 12:2
- Ленинград — Туркменская ССР — 5:2

6 мая
- Узбекская ССР — Таджикская ССР — 10:1
- Москва — Ленинград — 9:4

7 мая
- Москва — Туркменская ССР — 11:1
- Узбекская ССР — Ленинград — 8:6

8 мая
- Ленинград — Таджикская ССР — 6:2
- Узбекская ССР — Туркменская ССР — 5:3

10 мая
- Москва — Узбекская ССР — 8:3
- Таджикская ССР — Туркменская ССР — 7:5

### Третья подгруппа
|                    | 1    | 2    | 3   | 4    | 5    | 6    | И | В | Н | П | М     | О  |
| ------------------ | ---- | ---- | --- | ---- | ---- | ---- | - | - | - | - | ----- | -- |
| 1. Казахская ССР   |      | 7:5  | 6:5 | 9:5  | 11:5 | 12:5 | 5 | 5 | 0 | 0 | 45:25 | 10 |
| 2. Грузинская ССР  | 5:7  |      | 5:5 | 8:5  | 13:5 | 7:2  | 5 | 3 | 1 | 1 | 38:24 | 7  |
| 3. Белорусская ССР | 5:6  | 5:5  |     | 6:3  | 7:3  | 3:4  | 5 | 2 | 1 | 2 | 26:21 | 5  |
| 4. Молдавская ССР  | 5:9  | 5:8  | 3:6 |      | 10:8 | 9:7  | 5 | 2 | 0 | 3 | 32:38 | 4  |
| 5. Эстонская ССР   | 5:11 | 5:13 | 3:7 | 8:10 |      | 7:5  | 5 | 1 | 0 | 4 | 28:46 | 2  |
| 6. Литовская ССР   | 5:12 | 2:7  | 4:3 | 7:9  | 5:7  |      | 5 | 1 | 0 | 4 | 23:38 | 2  |

5 мая
- Казахская ССР — Эстонская ССР — 11:5
- Белорусская ССР — Молдавская ССР — 6:3
- Грузинская ССР — Литовская ССР — 7:2

6 мая
- Белорусская ССР — Эстонская ССР — 7:3
- Молдавская ССР — Литовская ССР — 9:7
- Казахская ССР — Грузинская ССР — 7:5

7 мая
- Грузинская ССР — Молдавская ССР — 8:5
- Эстонская ССР — Литовская ССР — 7:5
- Казахская ССР — Белорусская ССР — 6:5

8 мая
- Казахская ССР — Молдавская ССР — 9:5
- Грузинская ССР — Эстонская ССР — 13:5
- Литовская ССР — Белорусская ССР — 4:3

10 мая
- Казахская ССР — Литовская ССР — 12:5
- Молдавская ССР — Эстонская ССР — 10:8
- Грузинская ССР — Белорусская ССР — 5:5

## Финальный этап
Результаты матчей между командами, встречавшимися друг с другом на предварительном этапе, были засчитаны на финальном этапе. В таблицах эти результаты показаны курсивом.
Победителем Спартакиады в пятый раз в истории стала сборная Москвы, опередившая команду Украинской ССР лишь по лучшей разнице забитых и пропущенных мячей. Бронзовым призёром стала сборная РСФСР, за которую выступали восемь игроков ЦСК ВМФ и трое ватерполистов волгоградского «Спартака» (Владимир Кривко, Сергей Морозов и Геннадий Яковлев). В шестёрку сильнейших впервые попала сборная Узбекской ССР, составленная из игроков ташкентского «Мехната», в том же году дебютировавшего в высшей лиге чемпионата страны.
Сборная Молдавской ССР была дисквалифицирована, поскольку в заключительном матче второй финальной группы против сборной Ленинграда она играла слишком пассивно, лишь обозначая борьбу. Итог встречи (поражение со счётом 1:13) и все остальные результаты молдавской команды были аннулированы.

### За 1—6-е места
|                   | 1   | 2    | 3    | 4    | 5    | 6    | И | В | Н | П | М     | О |
| ----------------- | --- | ---- | ---- | ---- | ---- | ---- | - | - | - | - | ----- | - |
| 1. Москва         |     | 6:6  | 8:5  | 5:4  | 9:5  | 8:3  | 5 | 4 | 1 | 0 | 36:23 | 9 |
| 2. Украинская ССР | 6:6 |      | 4:3  | 5:4  | 8:5  | 11:6 | 5 | 4 | 1 | 0 | 34:24 | 9 |
| 3. РСФСР          | 5:8 | 3:4  |      | 6:5  | 12:5 | 9:3  | 5 | 3 | 0 | 2 | 35:25 | 6 |
| 4. Казахская ССР  | 4:5 | 4:5  | 5:6  |      | 7:5  | 11:7 | 5 | 2 | 0 | 3 | 31:28 | 4 |
| 5. Грузинская ССР | 5:9 | 5:8  | 5:12 | 5:7  |      | 8:5  | 5 | 1 | 0 | 4 | 28:41 | 2 |
| 6. Узбекская ССР  | 3:8 | 6:11 | 3:9  | 7:11 | 5:8  |      | 5 | 0 | 0 | 5 | 24:47 | 0 |

11 мая
- Казахская ССР — Узбекская ССР — 11:7
- РСФСР — Грузинская ССР — 12:5
- Украинская ССР — Москва — 6:6

12 мая
- Украинская ССР — Казахская ССР — 5:4
- Грузинская ССР — Узбекская ССР — 8:5
- Москва — РСФСР — 8:5

13 мая
- РСФСР — Узбекская ССР — 9:3
- Украинская ССР — Грузинская ССР — 8:5
- Москва — Казахская ССР — 5:4

14 мая
- Москва — Грузинская ССР — 9:5
- РСФСР — Казахская ССР — 6:5
- Украинская ССР — Узбекская ССР — 11:6

### За 7—11-е места
|                        | 7   | 8   | 9    | 10  | 11  | —    | И                  | В                  | Н                  | П                  | М                  | О                  |
| ---------------------- | --- | --- | ---- | --- | --- | ---- | ------------------ | ------------------ | ------------------ | ------------------ | ------------------ | ------------------ |
| 7. Азербайджанская ССР |     | 4:3 | 7:6  | 8:4 | 9:2 | 8:6  | 4                  | 4                  | 0                  | 0                  | 28:15              | 8                  |
| 8. Белорусская ССР     | 3:4 |     | 6:6  | 9:4 | 6:1 | 6:3  | 4                  | 2                  | 1                  | 1                  | 24:15              | 5                  |
| 9. Ленинград           | 6:7 | 6:6 |      | 6:2 | 8:4 | 13:1 | 4                  | 2                  | 1                  | 1                  | 26:19              | 5                  |
| 10. Таджикская ССР     | 4:8 | 4:9 | 2:6  |     | 5:5 | 5:6  | 4                  | 0                  | 1                  | 3                  | 15:28              | 1                  |
| 11. Армянская ССР      | 2:9 | 1:6 | 4:8  | 5:5 |     | 5:5  | 4                  | 0                  | 1                  | 3                  | 12:28              | 1                  |
| —. Молдавская ССР      | 6:8 | 3:6 | 1:13 | 6:5 | 5:5 |      | Дисквалифицирована | Дисквалифицирована | Дисквалифицирована | Дисквалифицирована | Дисквалифицирована | Дисквалифицирована |

11 мая
- Белорусская ССР — Таджикская ССР — 9:4
- Армянская ССР — Молдавская ССР — 5:5
- Азербайджанская ССР — Ленинград — 7:6

12 мая
- Азербайджанская ССР — Белорусская ССР — 4:3
- Молдавская ССР — Таджикская ССР — 6:5
- Ленинград — Армянская ССР — 8:4

13 мая
- Армянская ССР — Таджикская ССР — 5:5
- Азербайджанская ССР — Молдавская ССР — 8:6
- Ленинград — Белорусская ССР — 6:6

14 мая
- Белорусская ССР — Армянская ССР — 5:1
- Азербайджанская ССР — Таджикская ССР — 8:4
- Ленинград — Молдавская ССР — 13:1

### За 12—15-е места
|                     | 12  | 13  | 14  | 15  | И | В | Н | П | М     | О |
| ------------------- | --- | --- | --- | --- | - | - | - | - | ----- | - |
| 12. Эстонская ССР   |     | 3:2 | 9:7 | 7:5 | 3 | 3 | 0 | 0 | 19:14 | 6 |
| 13. Туркменская ССР | 2:3 |     | 5:3 | 7:7 | 3 | 1 | 1 | 1 | 14:13 | 3 |
| 14. Киргизская ССР  | 7:9 | 3:5 |     | 5:4 | 3 | 1 | 0 | 2 | 15:18 | 2 |
| 15. Литовская ССР   | 5:7 | 7:7 | 4:5 |     | 3 | 0 | 1 | 2 | 16:19 | 1 |

11 мая
- Киргизская ССР — Литовская ССР — 5:4
- Эстонская ССР — Туркменская ССР — 3:2

12 мая
- Туркменская ССР — Литовская ССР — 7:7
- Эстонская ССР — Киргизская ССР — 9:7

13 мая
- Туркменская ССР — Киргизская ССР — 5:3

## Лучшие бомбардиры
22 мяча
- Владимир Иселидзе (Грузинская ССР)

19 мячей
- Сергей Рудаков (Узбекская ССР)

18 мячей
- Алексей Баркалов (Украинская ССР)
- Владимир Жмудский (РСФСР)

16 мячей
- Виталий Романчук (Москва)

14 мячей
- В. Касперайтис (Литовская ССР)
- В. Лащук (Эстонская ССР)

## Призёры
Москва: Эдуард Гелерман, Александр Древаль, Владимир Копылов, Николай Мельников, Юрий Митянин, Нугзар Мшвениерадзе, Валерий Пушкарёв, Александр Родионов, Виталий Романчук, Владимир Сидореев, Леонид Тищенко, Сергей Шевернёв. Тренер — Михаил Рыжак.
 Украинская ССР: Алексей Баркалов, Юрий Белов, Александр Войтович, Георгий Бондаренко, Сергей Боржковский, Владимир Данько, Александр Захаров, Виталий Рожков, Валерий Сергеев, Валерий Силантьев, Виталий Соколов. Тренер — Михаил Авдеев.
 РСФСР: Анатолий Акимов, Владимир Акимов, Алексей Гаргонов, Вадим Гуляев, Александр Долгушин, Владимир (Вадим) Жмудский, Владимир Кривко, Сергей Морозов, Вячеслав Собченко, Андрей Фролов, Геннадий Яковлев. Тренер — Борис Гойхман.